# Lhota u Vsetína
Lhota u Vsetína är en ort i Tjeckien.   Den ligger i regionen Zlín, i den östra delen av landet, 270 km öster om huvudstaden Prag. Lhota u Vsetína ligger 389 meter över havet och antalet invånare är 744.
Terrängen runt Lhota u Vsetína är huvudsakligen lite kuperad. Lhota u Vsetína ligger nere i en dal. Runt Lhota u Vsetína är det ganska tätbefolkat, med 78 invånare per kvadratkilometer. Närmaste större samhälle är Vsetín, 4,7 km nordost om Lhota u Vsetína. I omgivningarna runt Lhota u Vsetína växer i huvudsak blandskog.